# 卡夫賴斯基山
70°27′S 161°5′E / 70.450°S 161.083°E
卡夫賴斯基山是南極洲的山峰，位於維多利亞地的彭內爾海岸，由蘇聯的探險隊繪入地圖，以該國的測地學家命名，現時由南極條約體系管理。